# 永生教
永生教（ヨンセンギョ、영생교）または永生教勝利祭壇（영생교 승리 제단）は、1981年に大韓民国・京畿道富川市で曺熙星が創始したカルト宗教である。拉致・監禁・殺人等の犯罪行為により、1994年から2000年代半ばまで社会問題となった。

## 教団

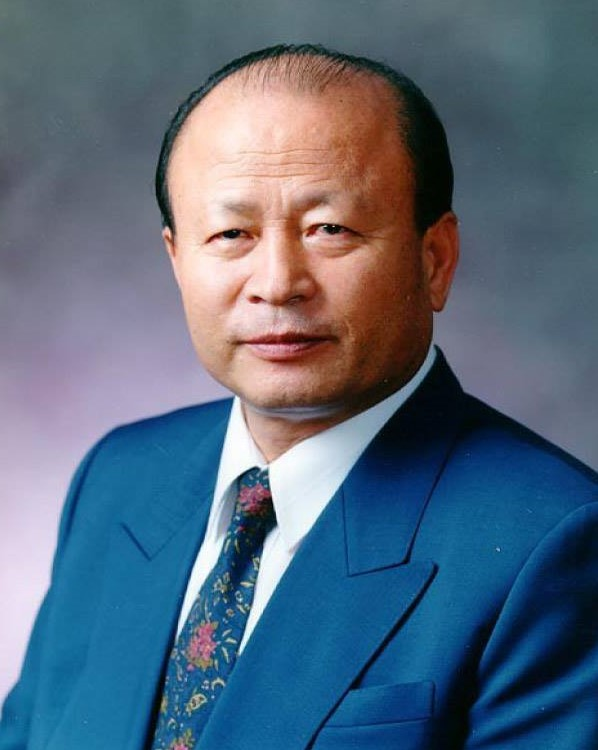
曺煕星

教祖である曺熙星（1931年8月21日 - 2004年6月19日）を神格化し、自らを「生弥勒仏」「救い主」「正道令」「勝利者」と呼んだ。
自身を信じれば不老不死となり地球が終末を迎える時に10倍にして返すとして信徒らの金品を搾取した。また、曺は「自身は既に永遠の生命を得たので、自身の写真を撮れば霊が『露』として写真に現れ、集会儀式中や日常生活でも露が下りるようにする」とした。「共産主義をなくし、梅雨をなくして台風を防ぎ、韓国が1980年代から豊作になるようにした。」ともした。一方で脱会者は地球の果てまでも追いかけてでも処断するという性格を帯びた。脱会者処断実行部隊は大きくチ・ソンニョン派とナ・ギョンオク派に分かれたが、主導していたチ・ソンニョンを1990年にナ・ギョンオク派が殺害すると、その後は同派の主導となった。
曺は収益事業として槿花実業という企業を創業し信徒200人を雇用したが、1991年8月から1994年2月まで一人当たり30～70万ウォン支給するはずだった賃金を2～10万ウォンしか支給せず計15億ウォンが教団資金として横領されていた。

## 年表
- 1989年5月9日、元信者で『勝利新聞（教団の新聞）』に寄稿したこともあったシン・ジンギュ慶北大教授が脱会すると直ちに20日間監禁、暴行した[8][9]。
- 1992年9月28日、警察官3名が永生教を捜査しようとしたが、教祖を連行しようとした警察官3人を信者らが暴行し、そのうち1人の解放は3時間後だった[10][11]。
- 1994年1月12日、曺熙星を詐欺、横領、監禁などの容疑で逮捕した。
- 1994年3月9日、ソウル地検は業務上横領容疑で槿花実業の総務ユン・テスを逮捕、曺熙星を再逮捕し、社長のヤン・ジチュンを手配した。
- 1995年3月7日、京畿道龍仁郡（現:龍仁市）で、被疑者の供述通り1984年に密葬されたと推定される遺骨が発掘された[12]。
- 1996年12月11日、京畿道富川市の永生教の施設で遺骨が発見された。情報提供者は、遺骨は1987年6月に拉致された、偶然拉致現場を目撃した非信者のものだとした[13]。
- 2003年8月、京畿道安城市の金鉱山の貯水池の近くの山で、1990年に殺害されたチ・ソンニョンとされる遺骨が発見された[14]。同月17日、全羅北道井邑市で、1990年に行方不明になった人物とされる遺骨が発掘された[15]。18日には同じく全羅北道完州郡でも1990年に行方不明になった人物とされる遺骨が発掘された[16]。

## その後
- 2004年2月に水原地方法院は、容疑を否認していた曺熙星とナ・ギョンオクに死刑を宣告し、ソウル高裁もそれに続いた。曺熙星は、上告審係争中に心筋梗塞で死亡した[17]。
- 曺熙星の死後、妻の李英子が総裁として勝利祭壇を率いている[18]。分派には「三千年城（삼천년성）」や「君火唵嘛道徳心性宇宙教（군화엄마도덕심성우주교）」のような団体がある[19]。